# Acquario tropicale di Siracusa
L'acquario tropicale di Siracusa era un luogo, attualmente chiuso al pubblico, dove si trovavano diversi pesci provenienti per lo più dalle acque del mar Mediterraneo, comprese le coste aretusee, infine laghi e fiumi di ambienti tropicali come il Sud America e l'Africa.
Le sue dimensioni per ampiezza sono modeste ma il suo sito originario merita attenzione storica poiché si tratta di un'antica galleria, o meglio traforo, scavato nel 1676 in epoca spagnola per permettere ai due forti militari ortigiani di oltrepassare la fonte e giungere così al limitrofo porto di Siracusa. L'acquario aveva la sua uscita all'interno della Fonte Aretusa.

## Storia

### La galleria dell'acquario e la Fonte Aretusa

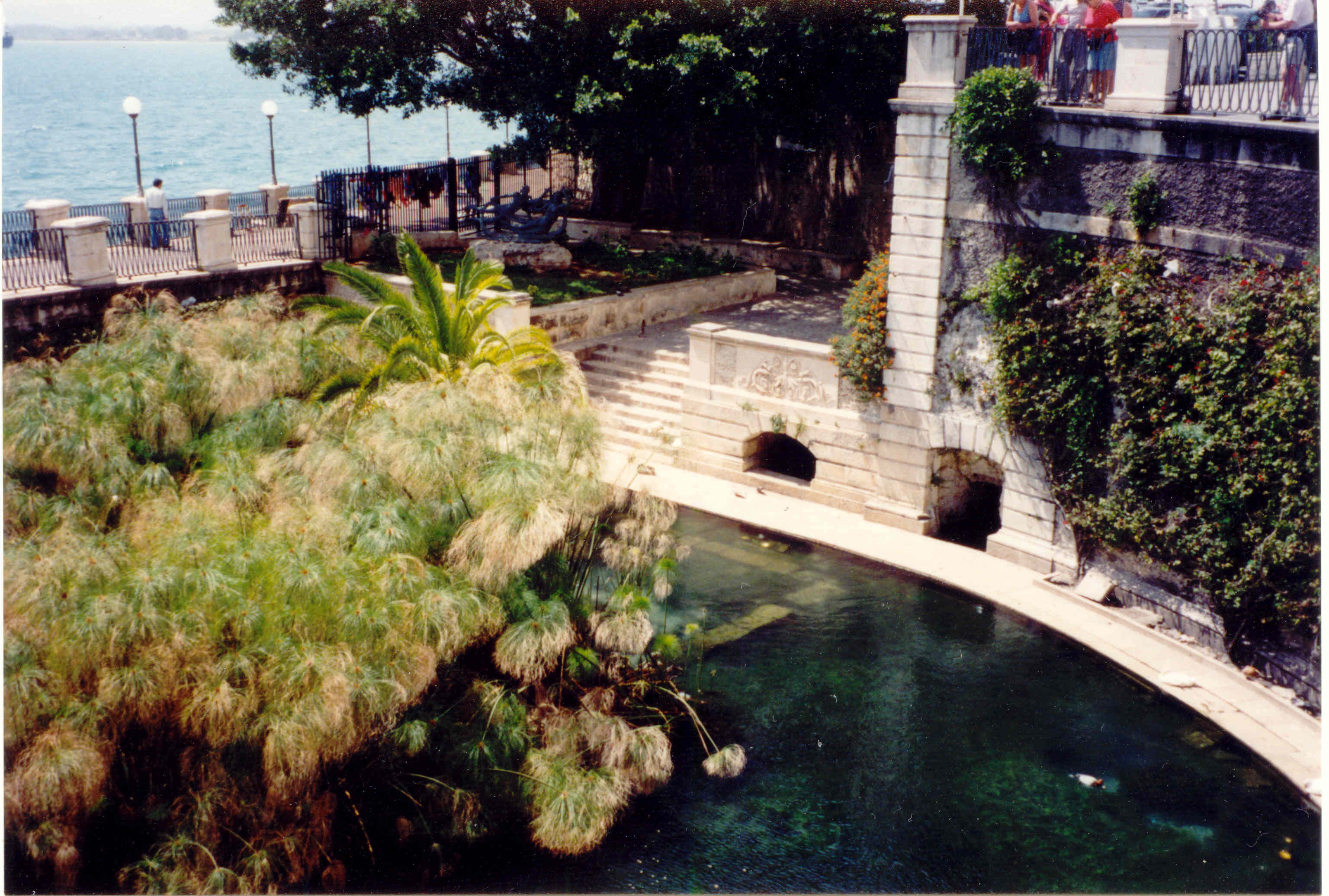
L'uscita dell'Aquarium all'interno della Fonte Aretusa

L'acquario siracusano, inaugurato nei primi anni del 1960, sorge su un sito molto particolare: si tratta infatti di un'antica galleria scavata in epoca spagnola in un contesto di fortificazioni belliche contro le minacce delle incursioni piratesche e i conflitti politici che vi erano tra la Spagna e le grandi nazioni d'Europa come Austria, Inghilterra, Francia e diverse altre.
L'allora viceré di Sicilia, il conte di Ligni, ordinò ai suoi soldati di fortificare anche il lato della costa occidentale di Ortigia, ovvero quella che va dalla Porta Marina alla Fonte Aretusa. Quindi qui vi si inserirono due nuove batterie; quella del forte Campana e quella del forte Fontana (Aretusa). Ma i soldati si resero presto conto che così avevano bloccato ogni passaggio dalla Fonte Aretusa al porto e per rimediare crearono un passaggio sotterraneo all'interno della roccia della Fonte aretusea; la galleria dove oggi sorge il piccolo acquario della città.
Sorto dunque in un luogo colmo di storia, l'acquario ha la sua entrata nei pressi del Foro Italico e la sua uscita proprio dentro la leggendaria fonte d'acqua dolce. Il sito è stato trasformato in luogo pubblico con fauna marina negli anni '60 ma non ha incominciato ad essere operativo prima del 1996-1997.
Nel novembre del 2018 l'acquario ha chiuso per mancanza di un gestore concessionario e i locali sono, oggi, completamente vuoti.